# Cryptelytrops kanburiensis
Cryptelytrops kanburiensis este o specie de șerpi din genul Cryptelytrops, familia Viperidae, descrisă de Smith 1943. A fost clasificată de IUCN ca specie în pericol. Conform Catalogue of Life specia Cryptelytrops kanburiensis nu are subspecii cunoscute.